# Кулічка (річка)
Кулічка - річка на Україні, ліва притока річки Водяна, басейн Дніпра. Протікає на північному заході Донецької області, в Добропільському районі. Впадає у Водяну зліва на 14 км її течії, на південно-східній околиці села Добропілля.
На річці розташовані села Світле і Водянське. У 3 км на північ від верхів'я річки розташоване місто Добропілля.

## Історія
На плані Генерального межування для Катеринославської губернії який був спроектований в кінці 18 століття, близько 1790 року на місці нинішньої річки Кулічькі обазначен яр Кулицький.

## Водокористування
У верхів'ї річки побудовані два ставка один в селі Світле, другий в селищі Водянське.
Ставки використовуються для риборозведення.